# Осором диявола
«Осором диявола» — кінофільм режисера Джона Г'юстона, що вийшов на екрани в 1953 році.

## Зміст
Фільм «Осором диявола» розповідає про пригоди невеликої компанії авантюристів які мріють розбагатіти захопивши африканські родовища урану. Заради наживи і здійснення своїх планів, вони не гребують ніякими методами, але втілити задумане вдається лише одному з них.

## Ролі
| Актор               | Роль     |
| ------------------- | -------- |
| Гамфрі Богарт       | -        |
| Дженніфер Джонс     | -        |
| Джина Лоллобриджида | -        |
| Роберт Морлі        | Петерсон |
| Петер Лоррен        | -        |
| Едвард Андердаун    | -        |
| Айвор Барнард       | -        |
| Марко Туллі         | -        |
| Бернард Лі          | -        |
| Маріо Перон         | -        |
| Джулі Гібсон        | -        |

## Знімальна група
- Режисер — Джон Г'юстон
- Сценарист — Ентоні Вейллер, Пітер Віртел, Трумен Капоте
- Продюсер — Джон Г'юстон, Джек Клейтон, Гамфрі Богарт
- Композитор — Франко Манніно